# BYD Seal
BYD Seal — компактний електричний седан із батареєю, що випускається компанією BYD Auto. Це другий продукт серії «Ocean Animal» під брендом BYD. На кількох закордонних ринках BYD Seal продається як BYD Atto 4.

## Опис

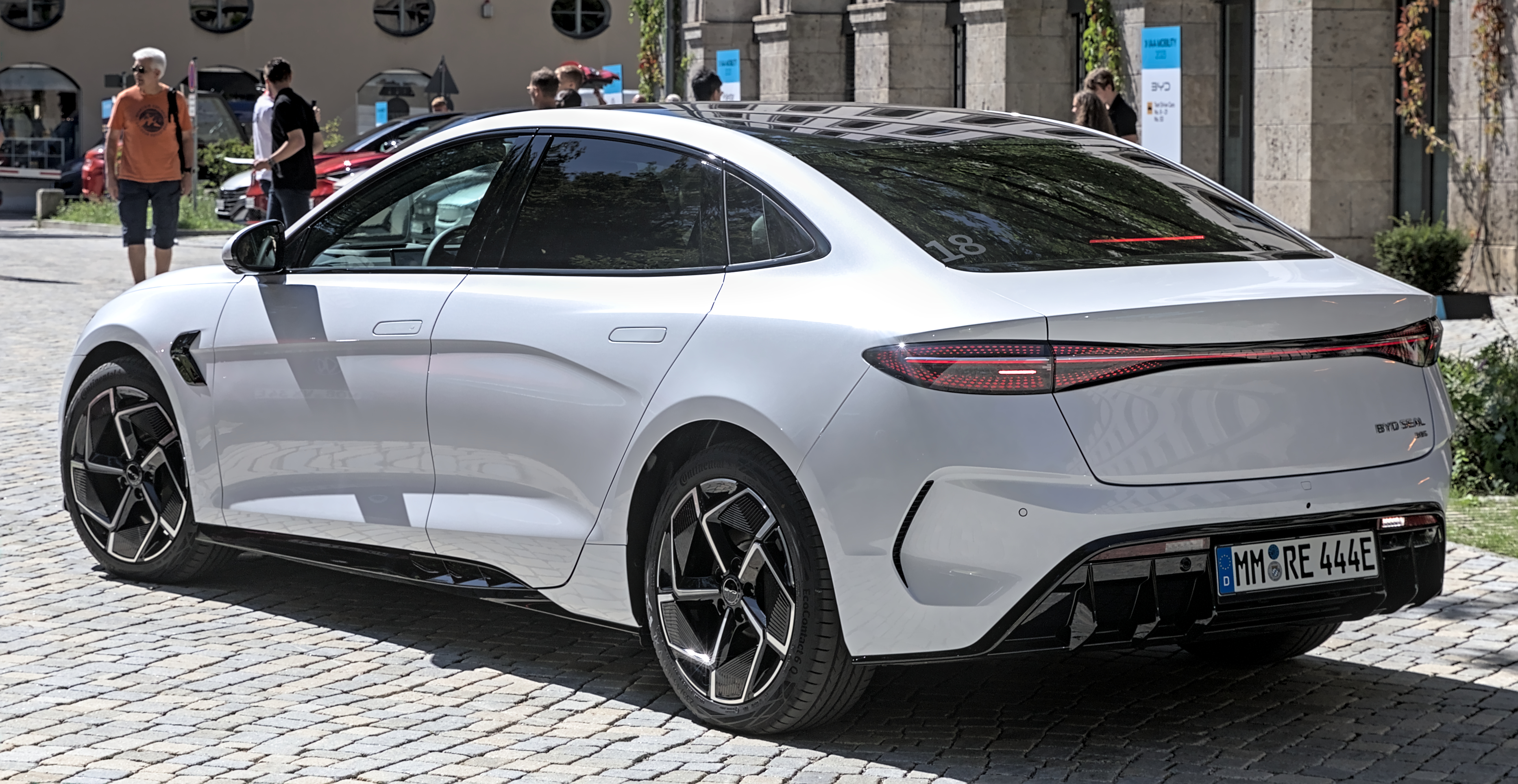

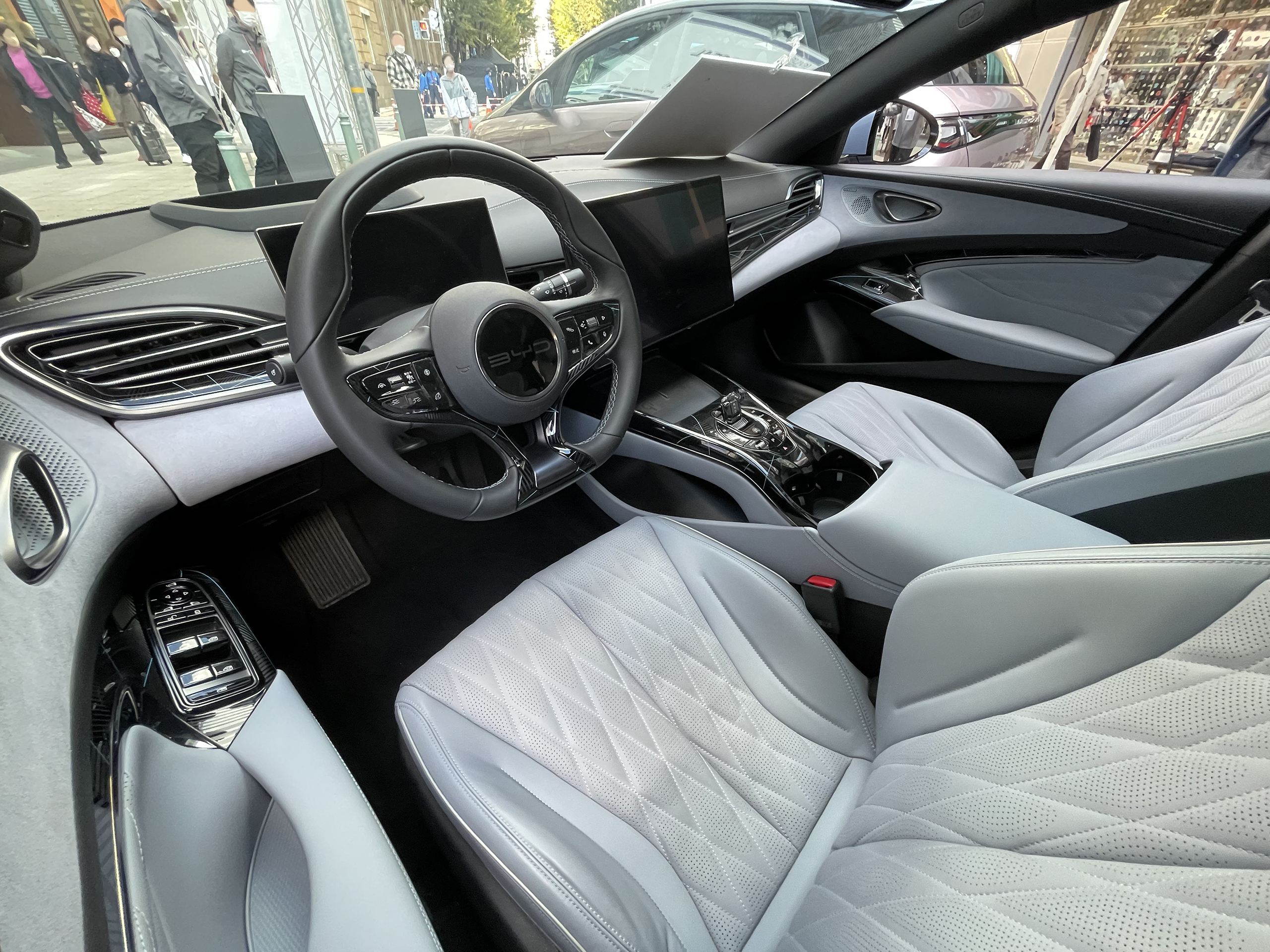

BYD Seal побудований на платформі e-Platform 3.0, новій 800-вольтовій автомобільній платформі BYD, а дизайн був представлений як концепт BYD Ocean-X у вересні 2021 року.
Максимальна швидкість Seal обмежена 180 км/год, а розгін 0–100 км/год очікується приблизно за 4 секунди. Пропонуються три моделі силових агрегатів: одномоторний задній привід потужністю 200 к.с., одномоторний задній привід потужністю 310 к.с. і повнопривідний з 2 двигунами сумарною потужністю 530 к.с. Автомобіль має здатність транспортного засобу до мережі. Заявлений запас ходу седана BYD Seal всередині країни становить від 550 до 700 км.

## Модифікації
- 204 к.с. (Standard range, RWD)
- 310 к.с. (Long range, RWD)
- 530 к.с. (Long Range AWD Performance)